# 林瓦利 (堪薩斯州)
林瓦利（英語：Linn Valley）是一個位於美國堪薩斯州林縣的城市。

## 地方資料
根據2020年美國人口普查的數據，林瓦利的面積為8.32平方千米，當中陸地面積為7.66平方千米，而水域面積為0.66平方千米。當地共有人口956人，而人口密度為每平方千米114.9人。